# Căleanu
Căleanu (2190 m n. m.) je hora v pohoří Țarcu v jihozápadním Rumunsku. Leží na území župy Caraș-Severin asi 11 km jižně od obce Poiana Mărului a 30 km jihovýchodně od města Caransebeș. Nachází se v rozsoše vybíhající severozápadním směrem z hlavního hřebene. Vrchol je místem dalekého rozhledu. Căleanu je nejvyšší horou celého pohoří.
Na vrchol lze odbočit z hlavního hřebene, nebo vystoupit z obce Poiana Mărului.